# 貪婪喉盤魚
擬喉盤魚，為輻鰭魚綱鱸形目喉盤魚亞目喉盤魚科的其中一種，發現於西太平洋的日本及菲律賓海域，體長可達3公分，屬底棲性魚類，生活在潮間帶，屬肉食性，以底棲無脊椎動物為食。